# Кузнецовский (Ростовская область)
Кузнецовский — посёлок в Сальском районе Ростовской области России.
Входит в Гигантовское сельское поселение.

## География

### Улицы
- ул. Кузнецовская,
- ул. Ленина,
- ул. Мирная,
- ул. Молодёжная,
- ул. Социалистическая,
- ул. Энгельса.

## История
В 1981 году Указом Президиума Верховного Совета РСФСР посёлок 3-е отделение зерносовхоза «Гигант» переименован в Кузнецовский, в память о капитане Кузнецове Н. М., погибшем при спасении хлебного поля от пожара..

## Население
| 2010 |
| ---- |
| 186  |